# Pallenopsis schmitti
Pallenopsis schmitti är en havsspindelart som beskrevs av Hedgpeth, J.W. 1943. Pallenopsis schmitti ingår i släktet Pallenopsis och familjen Phoxichilidiidae. Inga underarter finns listade i Catalogue of Life.